# شمس أباد (دلغان)
شمس أباد (بالإنجليزية: Shamsabad, Dalgan)‏ هي منطقة سكنية تقع في سيستان وبلوتشستان في إيران. يقدر عدد سكانها بـ 429 نسمة .